# Атлетика на Летњим параолимпијским играма 2016 — 200 метара за жене
Трка на 200 метара за жене, била је једна од 29 дисциплина атлетског програма на Летњим параолимпијским играма 2016. у Рио де Жанеиру, Бразил. Такмичење је одржано од 11. до 17. септембра на Олимпијском стадиону Жоао Авеланж.

## Земље учеснице
Учествовало је 72 такмичарка из 39 земаља.
1. Азербејџан (1)
2. Ангола (1)
3. Аргентина (1)
4. Аустралија (3)
5. Бразил (6)
6. Венецуела (2)
7. Етиопија (1)
8. Италија (4)
9. Јапан (2)
10. Јужна Кореја (1)
11. Јужноафричка Република (1)
12. Канада (1)
13. Кенија (1)
14. Кина (5)
15. Колумбија (3)
16. Куба (2)
17. Мексико (2)
18. Намибија (1)
19. Немачка (4)
20. Нигерија (1)
21. Нови Зеланд (1)
22. Обала Слоноваче (1)
23. Папуа Нова Гвинеја (1)
24. Перу (1)
25. Пољска (2)
26. САД (5)
27. Тајланд (1)
28. Тринидад и Тобаго (1)
29. Тунис (1)
30. Уједињено Краљевство (3)
31. Украјина (1)
32. Француска (2)
33. Холандија (2)
34. Хонгконг (1)
35. Чешка (1)
36. Чиле (1)
37. Швајцарска (1)
38. Шпанија (2)
39. Шри Ланка (1)

## Рекорди пре почетка такмичења
(стање 8. септембра 2016)

### Класа Т11
| Рекорди пре почетка Параолимпијских игара 2016.     | Рекорди пре почетка Параолимпијских игара 2016. | Рекорди пре почетка Параолимпијских игара 2016. | Рекорди пре почетка Параолимпијских игара 2016. | Рекорди пре почетка Параолимпијских игара 2016. | Рекорди пре почетка Параолимпијских игара 2016. |
| --------------------------------------------------- | ----------------------------------------------- | ----------------------------------------------- | ----------------------------------------------- | ----------------------------------------------- | ----------------------------------------------- |
| Светски рекорд                                      | 24,44                                           | Либи Клег                                       | Велика Британија                                | Лондон, Уједињено Краљевство                    | 23. јул 2016.                                   |
| Параолимпијски рекорд                               | 24,82                                           | Терезина Гуилермина                             | Бразил                                          | Лондон, Уједињено Краљевство                    | 12. септембар 2012.                             |
| Рекорди после завршених Параолимпијских игара 2016. |                                                 |                                                 |                                                 |                                                 |                                                 |
| Параолимпијски рекорд                               | 24,51                                           | Либи Клег                                       | Велика Британија                                | Рио де Жанеиро, Бразил                          | 13. септембар 2016.                             |

### Класа Т12
| Рекорди пре почетка Параолимпијских игара 2016.     | Рекорди пре почетка Параолимпијских игара 2016. | Рекорди пре почетка Параолимпијских игара 2016. | Рекорди пре почетка Параолимпијских игара 2016. | Рекорди пре почетка Параолимпијских игара 2016. | Рекорди пре почетка Параолимпијских игара 2016. |
| --------------------------------------------------- | ----------------------------------------------- | ----------------------------------------------- | ----------------------------------------------- | ----------------------------------------------- | ----------------------------------------------- |
| Светски рекорд                                      | 23,03                                           | Омара Дуранд                                    | Куба                                            | Доха, Катар                                     | 25. октобар 2015.                               |
| Параолимпијски рекорд                               | 24,46                                           | Асиа Ел Ханоуни                                 | Француска                                       | Лондон, Уједињено Краљевство                    | 6. септембар 2012.                              |
| Рекорди после завршених Параолимпијских игара 2016. |                                                 |                                                 |                                                 |                                                 |                                                 |
| Параолимпијски рекорд                               | 23,67                                           | Омара Дуранд                                    | Куба                                            | Рио де Жанеиро, Бразил                          | 11. септембар 2016.                             |
| Параолимпијски рекорд                               | 23,05                                           | Омара Дуранд                                    | Куба                                            | Рио де Жанеиро, Бразил                          | 12. септембар 2016.                             |

### Класа Т35
| Рекорди пре почетка Параолимпијских игара 2016.     | Рекорди пре почетка Параолимпијских игара 2016. | Рекорди пре почетка Параолимпијских игара 2016. | Рекорди пре почетка Параолимпијских игара 2016. | Рекорди пре почетка Параолимпијских игара 2016. | Рекорди пре почетка Параолимпијских игара 2016. |
| --------------------------------------------------- | ----------------------------------------------- | ----------------------------------------------- | ----------------------------------------------- | ----------------------------------------------- | ----------------------------------------------- |
| Светски рекорд                                      | 28,30                                           | Исис Холт                                       | Аустралија                                      | Сиднеј, Аустралија                              | 3. април 2016.                                  |
| Параолимпијски рекорд                               | 33,68                                           | Оксана Корсо                                    | Украјина                                        | Лондон, Уједињено Краљевство                    | 31. август 2012.                                |
| Рекорди после завршених Параолимпијских игара 2016. |                                                 |                                                 |                                                 |                                                 |                                                 |
| Светски рекорд                                      | 28,22                                           | Сја Џоу                                         | Кина                                            | Рио де Жанеиро, Бразил                          | 17. септембар 2016.                             |
| Параолимпијски рекорд                               | 28,22                                           | Сја Џоу                                         | Кина                                            | Рио де Жанеиро, Бразил                          | 17. септембар 2016.                             |

### Класа Т36
| Рекорди пре почетка Параолимпијских игара 2016. | Рекорди пре почетка Параолимпијских игара 2016. | Рекорди пре почетка Параолимпијских игара 2016. | Рекорди пре почетка Параолимпијских игара 2016. | Рекорди пре почетка Параолимпијских игара 2016. | Рекорди пре почетка Параолимпијских игара 2016. |
| ----------------------------------------------- | ----------------------------------------------- | ----------------------------------------------- | ----------------------------------------------- | ----------------------------------------------- | ----------------------------------------------- |
| Светски рекорд                                  | 28,60                                           | Фанг Ванг                                       | Кина                                            | Атина, Грчка                                    | 26. септембар 2004.                             |
| Параолимпијски рекорд                           | 28,60                                           | Фанг Ванг                                       | Кина                                            | Атина, Грчка                                    | 26. септембар 2004.                             |

### Класа Т43
| Рекорди пре почетка Параолимпијских игара 2016.     | Рекорди пре почетка Параолимпијских игара 2016. | Рекорди пре почетка Параолимпијских игара 2016. | Рекорди пре почетка Параолимпијских игара 2016. | Рекорди пре почетка Параолимпијских игара 2016. | Рекорди пре почетка Параолимпијских игара 2016. |
| --------------------------------------------------- | ----------------------------------------------- | ----------------------------------------------- | ----------------------------------------------- | ----------------------------------------------- | ----------------------------------------------- |
| Светски рекорд                                      | 25,64                                           | Марлоу ван Ријн                                 | Холандија                                       | Париз, Француска                                | 9. јун 2015.                                    |
| Параолимпијски рекорд                               | 26,18                                           | Марлоу ван Ријн                                 | Холандија                                       | Лондон, Уједињено Краљевство                    | 6. септембар 2012.                              |
| Рекорди после завршених Параолимпијских игара 2016. |                                                 |                                                 |                                                 |                                                 |                                                 |
| Параолимпијски рекорд                               | 26,16                                           | Марлоу ван Ријн                                 | Холандија                                       | Рио де Жанеиро, Бразил                          | 15. септембар 2016.                             |

### Класа Т44
| Рекорди пре почетка Параолимпијских игара 2016.     | Рекорди пре почетка Параолимпијских игара 2016. | Рекорди пре почетка Параолимпијских игара 2016. | Рекорди пре почетка Параолимпијских игара 2016. | Рекорди пре почетка Параолимпијских игара 2016. | Рекорди пре почетка Параолимпијских игара 2016. |
| --------------------------------------------------- | ----------------------------------------------- | ----------------------------------------------- | ----------------------------------------------- | ----------------------------------------------- | ----------------------------------------------- |
| Светски рекорд                                      | '26,64                                          | Ирмгард Бенсусан                                | Немачка                                         | Јоханезбург, Јужноафричка Република             | 31. март 2015.                                  |
| Параолимпијски рекорд                               | 26,76                                           | Мари-Амели Ле Фур                               | Француска                                       | Лондон, Уједињено Краљевство                    | 6. септембар 2012.                              |
| Рекорди после завршених Параолимпијских игара 2016. |                                                 |                                                 |                                                 |                                                 |                                                 |
| Параолимпијски рекорд                               | 26,70                                           | Ирмгард Бенсусан                                | Немачка                                         | Рио де Жанеиро, Бразил                          | 14. септембар 2016.                             |

### Класе Т46 и Т47
| Рекорди пре почетка Параолимпијских игара 2016. | Рекорди пре почетка Параолимпијских игара 2016. | Рекорди пре почетка Параолимпијских игара 2016. | Рекорди пре почетка Параолимпијских игара 2016. | Рекорди пре почетка Параолимпијских игара 2016. | Рекорди пре почетка Параолимпијских игара 2016. |
| ----------------------------------------------- | ----------------------------------------------- | ----------------------------------------------- | ----------------------------------------------- | ----------------------------------------------- | ----------------------------------------------- |
| Светски рекорд                                  | 24,45                                           | Јунидис Кастиљо                                 | Куба                                            | Лондон, Уједињено Краљевство                    | 1. септембар 2012.                              |
| Параолимпијски рекорд                           | 24,45                                           | Јунидис Кастиљо                                 | Куба                                            | Лондон, Уједињено Краљевство                    | 1. септембар 2012.                              |

## Сатница
| Датум               | Време | Класа     | Ниво          |
| ------------------- | ----- | --------- | ------------- |
| 11. септембар 2016. | 19:28 | Т12       | Квалификације |
| 12. септембар 2016. | 10:57 | Т12       | Финале        |
| 12. септембар 2016. | 11:13 | Т36       | Квалификације |
| 12. септембар 2016. | 11:26 | Т11       | Квалификације |
| 12. септембар 2016. | 19:43 | Т11       | Полуфинале    |
| 13. септембар 2016. | 10:50 | Т36       | Финале        |
| 13. септембар 2016. | 19:42 | Т11       | Финале        |
| 14. септембар 2016. | 19:38 | Т43 и Т44 | Квалификације |
| 15. септембар 2016. | 17:45 | Т43 и Т44 | Финале        |
| 15. септембар 2016. | 18:33 | Т46 и Т47 | Квалификације |
| 16. септембар 2016. | 11:27 | Т46 и Т47 | Финале        |
| 17. септембар 2016. | 11:13 | Т35       | Финале        |

Сва времена су по локалном времену (UTC+3)

## Освајачи медаља
|                                  |                             |                                      |
| Класа Т11                        |                             |                                      |
| Либи Клег · Уједињено Краљевство | Цуејћинг Љу · Кина          | Гуохуа Џоу · Кина                    |
| Класа Т12                        |                             |                                      |
| Омара Дуранд · Куба              | Оксана Ботурчук · Украјина  | Јелена Чебану · Азербејџан           |
| Класа Т35                        |                             |                                      |
| Сја Џоу · Кина                   | Исис Холт · Аустралија      | Хернан Барето · Уједињено Краљевство |
| Класа Т36                        |                             |                                      |
| Јитинг Ши · Кина                 | Jeon Min-Jae · Јужна Кореја | Клаудија Николајцик · Немачка        |
| Класе Т43 и Т44                  |                             |                                      |
| Марлоу ван Ријн · Холандија      | Ирмгард Бенсусан · Немачка  | Мари-Амели Ле Фур · Француска        |
| Класе Т46 и Т47                  |                             |                                      |
| Деја Јанг · САД                  | Alicja Fiodorow · Пољска    | Лу Ли · Кина                         |

## Резултати

### Финале

#### Класа Т11
Такмичење је одржано 13.9.2016. годину у 19:42,,
| Пласман | Атлетичарка         | Земља                | Класа | Резултат | Белешка  |
| ------- | ------------------- | -------------------- | ----- | -------- | -------- |
|         | Либи Клег           | Уједињено Краљевство | Т11   | 24,51    | ПР       |
|         | Цуејћинг Љу         | Кина                 | Т11   | 24,85    | ЛРС      |
|         | Гуохуа Џоу          | Кина                 | Т11   | 24,99    | ЛР       |
| 4.      | Терезина Гуилермина | Бразил               | Т11   | Диск.    | чл. 17.8 |

#### Класе Т12
Такмичење је одржано 12.9.2016. годину у 10:57.,,
| Пласман | Атлетичарка          | Земља      | Класа | Резултат | Белешка |
| ------- | -------------------- | ---------- | ----- | -------- | ------- |
|         | Омара Дуранд         | Куба       | Т12   | 23,05    | ПР      |
|         | Оксана Ботурчук      | Украјина   | Т12   | 23,65    | РР, ЛР  |
|         | Јелена Чебану        | Азербејџан | Т12   | 23,80    | РР, ЛР  |
| 4.      | Катрин Милер-Ротгарт | Немачка    | Т12   | 24,71    |         |

#### Класе Т35
Такмичење је одржано 17.9.2016. годину у 11:13,,
| Пласман | Атлетичарка  | Земља                | Класа | ЛР    | ЛРС   | Резултат | Белешка    |
| ------- | ------------ | -------------------- | ----- | ----- | ----- | -------- | ---------- |
|         | Сја Џоу      | Кина                 | Т35   | 29,48 | 29,66 | 28,22    | СР, ПР, ЛР |
|         | Исис Холт    | Аустралија           | Т35   | 28,30 | 28,30 | 28,79    |            |
|         | Марија Лајл  | Уједињено Краљевство | Т35   | 29,24 | 29,72 | 29,35    | ЛРС        |
| 4.      | Оксана Корсо | Италија              | Т35   | 31,67 | 31,67 | 32,68    |            |
| 5.      | Брајана Куп  | Аустралија           | Т35   | 32,36 | 32,41 | 33,08    |            |
| 6.      | Ана Луксова  | Чешка                | Т35   | 35,43 | 35,84 | 35,76    | ЛРС        |
| 7.      | Ута Стрекерт | Немачка              | Т35   | 36,79 | 36,79 | 37,51    |            |

#### Класа Т36
Такмичење је одржано 13.9.2016. годину у 10:50,,
| Пласман | Атлетичарка              | Земља        | Класа | Резултат | Белешка |
| ------- | ------------------------ | ------------ | ----- | -------- | ------- |
|         | Јитинг Ши                | Кина         | Т36   | 28,74    | ЛР      |
|         | Jeon Min-Jae             | Јужна Кореја | Т36   | 31,06    | ЛРС     |
|         | Клаудија Николајцик      | Немачка      | Т36   | 31,13    |         |
| 4.      | Јанина Андреа Мартинез   | Аргентина    | Т36   | 31,21    |         |
| 5.      | Таскита Оливеира Круз    | Бразил       | Т36   | 31,34    | ЛРС     |
| 6.      | Алиса Сили               | САД          | Т36   | 32,40    |         |
| 7.      | Данијела Родригез Ангуло | Колумбија    | Т36   | 32,83    |         |
| 8.      | Квок Фан Јам             | Хонгконг     | Т36   | 34,87    |         |

#### Класа Т43 и Т44
Такмичење је одржано 15.9.2016. годину у 17:45,,
| Пласман | Атлетичарка       | Земља                | Класа | Резултат | Белешка |
| ------- | ----------------- | -------------------- | ----- | -------- | ------- |
|         | Марлоу ван Ријн   | Холандија            | Т43   | 26,16    | ПР, РР  |
|         | Ирмгард Бенсусан  | Немачка              | Т44   | 26,90    |         |
|         | Мари-Амели Ле Фур | Француска            | Т44   | 27,11    |         |
| 4.      | Абаси Рахмани     | Швајцарска           | Т43   | 27,84    | ЛР      |
| 5.      | Лаура Шугар       | Уједињено Краљевство | Т44   | 28,31    |         |
| 6.      | Фемита Ајанбеку   | САД                  | Т44   | 28,81    |         |
| 7.      | Саки Такакува     | Јапан                | Т44   | 28,88    |         |
| 8.      | Ђусепина Версаче  | Италија              | Т43   | 28,90    |         |

#### Класа Т46 и Т47
Такмичење је одржано 16.9.2016. годину у 11:27,,
| Пласман | Атлетичарка                               | Земља                  | Класа | Резултат | Белешка |
| ------- | ----------------------------------------- | ---------------------- | ----- | -------- | ------- |
|         | Деја Јанг                                 | САД                    | Т46   | 25,46    | ЛРС     |
|         | Алицја Фјодоров                           | Пољска                 | Т47   | 25,61    | ЛРС     |
|         | Лу Ли                                     | Кина                   | Т46   | 26,26    | ЛР      |
| 4.      | Анруне Либенберг                          | Јужноафричка Република | Т47   | 26,57    | ЛРС     |
| 5.      | Анжелина Ланза                            | Француска              | Т46   | 26,60    | ЛР      |
| 6.      | Амара Индумати Карунати Лалвала Палија Г. | Шри Ланка              | Т47   | 27,54    | ЛР      |
| 7.      | Сае Цуји                                  | Јапан                  | Т47   | 27,97    |         |
| 8.      | Аманда Керна                              | Чиле                   | Т47   | 28,19    |         |